# Бергер, Луис
Луис Бергер (англ. Louis Berger; 14 апреля 1914, Лоренс, штат Массачусетс — 14 августа 1996, Нью-Йорк) — американский инженер и предприниматель.
Родился в небогатой еврейской семье, был одним из пятерых детей. Окончил Колледж Тафтса как гражданский инженер в 1936 году, сделав в обучении годичный перерыв из-за нехватки средств. Ещё в колледже прослушал дополнительные курсы Карла Терцаги и Артура Казагранде по механике грунтов, что во многом определило его научные интересы: в 1940 году он получил магистерский диплом по геологии почв в Массачусетском технологическом институте, после чего поступил на работу в Службу охраны почв, как её представитель контролировал сооружение двух крупных дамб в Иллинойсе. Затем служил в инженерном корпусе Вооружённых сил США, в годы Второй мировой войны поступил в Береговую охрану США, командовал её базой в Гренландии. Демобилизовавшись, поступил в докторантуру Северо-Западного университета в Чикаго и в 1951 г. защитил докторскую диссертацию по механике грунтов. Одновременно в 1948—1953 гг. преподавал несколько инженерных дисциплин в Университете штата Пенсильвания.
В 1953 г. открыл собственную инженерную фирму в Гаррисберге, годом позже — второй офис в Ист-Ориндже (Нью-Джерси), передав управление гаррисбергским отделением брату Джейкобу. Фирма Бергера занималась разработкой инженерных решений для расширения и реконструкции авиабазы Лейкхерст, затем исполняла разнообразные работы по проектированию транспортных развязок, мостов и автострад в рамках создания системы межштатных автомагистралей США (в частности, участок трассы I-80 от Денвилла до Нетконга).
Уже в 1959 г. Бергер приступил к реализации проектов за пределами США, начав работы по инженерному проектированию автострады от Рангуна до Мандалая. Годом позже начался масштабный 14-летний проект автострады от Калабара до Икома (210 км, включая крупный мост через реку Кросс). В дальнейшем Бергер со своей компанией много работал в Восточном Пакистане (Бангладеш), в том числе над зданиями местных университетов, центральным вокзалом Дакки, зданием Верховного суда страны. Среди других проектов фирмы Бергера — участие в работах по подготовке Трансамазонского шоссе в Бразилии, в сооружении Стадиона Киттикачона (к Азиатским играм 1966 года), в проектировании американской авиабазы У-Тапао в Таиланде.
В 1970-е гг. Бергер и его фирма начали работать в более развитых странах — в частности, приняв участие в проектировании многих станций Стокгольмского метрополитена и авиабазы ВВС Израиля Увда. В последние 15 лет жизни Бергер отошёл от руководства компанией, однако в персональном качестве много занимался документацией для последующего сооружения международного аэропорта Суварнабхуми в Таиланде.
В поздние годы Бергер много выступал как лектор, в 1995 предпринял продолжительный лекционный тур по Китаю. Он удостоен ряда научных и общественных наград, почётный доктор Университета Тафтса (1965).
Был дважды женат, второй раз — на пианистке Аннетте Элькановой. Один из сыновей Бергера, Фредрик Бергер (1948—2015), руководил компанией Louis Berger Group в XXI веке.